# Miss Univers 1953
Miss Univers 1953, est la 2e élection de Miss Univers qui s'est déroulée le 17 juillet 1953 au Long Beach Municipal Auditorium à Long Beach, en Californie aux États-Unis.
La Française Christiane Martel succède à Armi Kuusela, Miss Univers 1952.

## Résultats
| Résultats         | Candidates |
| ----------------- | --- |
| Miss Univers 1953 | - France - Christiane Martel |
| 1re dauphine      | - États-Unis - Myrna Hansen |
| 2e dauphine       | - Japon - Kinuko Ito |
| 3e dauphine       | - Mexique - Ana Bertha Lepe † |
| 4e dauphine       | - Australie - Maxine Morgan |
| Demi-finalistes   | - Afrique du Sud - Ingrid Mills - Allemagne - Christel Schaack - Autriche - Lore Felger - Canada - Thelma Brewis - Danemark - Jytte Olsen - Italie - Rita Stazzi - Norvège - Synnøve Gulbrandsen - Panama - Emita Arosemena - Pérou - Mary Ann Sarmiento - Turquie - Ayten Akyol - Uruguay - Alicia Ibáñez |

## Scores finaux
Voici les scores établis par le jury final de l'élection (en maillot de bain, en robe de soirée et interview) 
| Pays           | Maillot de bain | Robe de soirée | Interview |
| -------------- | --------------- | -------------- | --------- |
| France         | 9.500 (1)       | 9.700 (1)      | 9.400 (1) |
| États-Unis     | 9.000 (7)       | 9.600 (2)      | 9.100 (2) |
| Japon          | 9.450 (2)       | 9.300 (4)      | 8.700 (3) |
| Mexique        | 9.250 (4)       | 9.250 (5)      | 8.500 (4) |
| Australie      | 9.100 (5)       | 9.500(3)       | 7.900 (5) |
| Afrique du Sud | 9.300 (3)       | 9.100 (6)      |           |
| Allemagne      | 9.050 (6)       | 8.900 (7)      |           |
| Autriche       | 8.850 (9)       | 8.750 (8)      |           |
| Canada         | 8.950 (8)       | 8.450 (12)     |           |
| Danemark       | 8.200 (15)      | 8.650 (10)     |           |
| Italie         | 8.650 (11)      | 7.900 (15)     |           |
| Norvège        | 8.150 (16)      | 7.750 (16)     |           |
| Panama         | 8.550 (13)      | 8.250 (13)     |           |
| Pérou          | 8.350 (14)      | 8.500 (11)     |           |
| Turquie        | 8.800 (10)      | 8.700 (9)      |           |
| Uruguay        | 8.600 (12)      | 8.100 (14)     |           |

 Gagnante
 1re Dauphine
 2e Dauphine
 3e Dauphine
 4e Dauphine

## Prix distribués
| Prix                                       | Candidate    |
| ------------------------------------------ | ------------ |
| Miss Congénialité                          | - Turquie    |
| La fille la plus populaire dans une parade | - États-Unis |

## Candidates

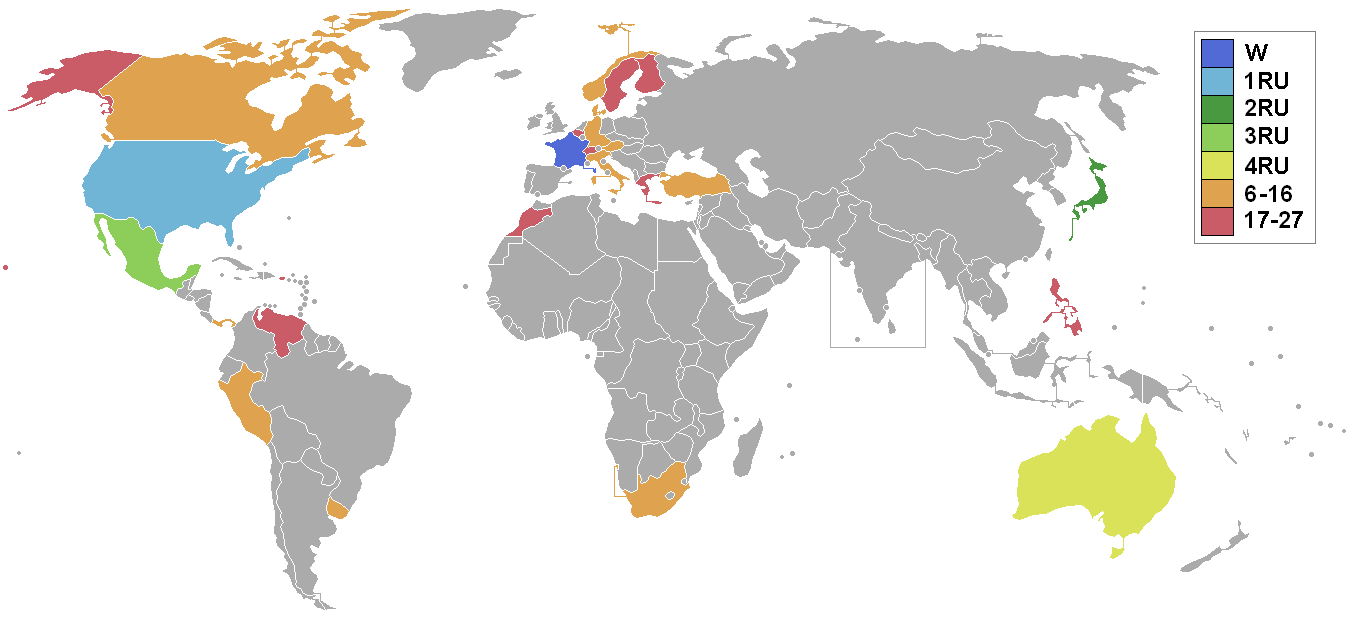
Pays des participantes et résultats

| Pays représentant | Candidate                  |
| ----------------- | -------------------------- |
| Afrique du Sud    | Ingrid Rita Mills          |
| Alaska            | Muriel Hagberg             |
| Allemagne         | Christel Schaack           |
| Australie         | Maxine Morgan              |
| Autriche          | Lore Felger                |
| Belgique          | Elayne Cortois             |
| Canada            | Thelma Elizabeth Brewis    |
| Danemark          | Jytte Olsen                |
| États-Unis        | Myrna Hansen               |
| Finlande          | Teija Anneli Sopanen       |
| France            | Christiane Martel          |
| Grèce             | Doreta Xirou               |
| Hawaï             | Aileen Lauwae Stone        |
| Italie            | Rita Stazzi                |
| Japon             | Kinuko Ito                 |
| Mexique           | Ana Bertha Lepe            |
| Norvège           | Synnøve Gulbrandsen        |
| Panama            | Emita Arosemena Zubieta    |
| Pérou             | Mary Ann Sarmiento         |
| Philippines       | Cristina Monson Pacheco    |
| Porto Rico        | Wanda Irizarry             |
| Suède             | Ulla Sandkler              |
| Suisse            | Danielle Oudinet           |
| Turquie           | Ayten Akyol                |
| Uruguay           | Ada Alicia Ibáñez Amengual |
| Venezuela         | Gisela Bolaños             |

## Jury
| Membre | Membre          | Nationalité | Notes                 |
| ------ | --------------- | ----------- | --------------------- |
|        | Arlene Dahl     | Américaine  | Actrice.              |
|        | Akira Kurosawa  | Japonais    | Réalisateur.          |
|        | Constance Moore | Américaine  | Actrice et chanteuse. |
|        | Jeff Chandler   | Américaine  | Acteur.               |
|        | Rhonda Fleming  | Américaine  | Actrice.              |
|        | Gig Young       | Américaine  | Acteur.               |
|        | Deborah Kerr    | Britannique | Actrice.              |

## Observations